# Nesticus yesoensis
Nesticus yesoensis är en spindelart som beskrevs av Takeo Yaginuma 1979. Nesticus yesoensis ingår i släktet Nesticus och familjen grottspindlar. Inga underarter finns listade i Catalogue of Life.